# Intel 830

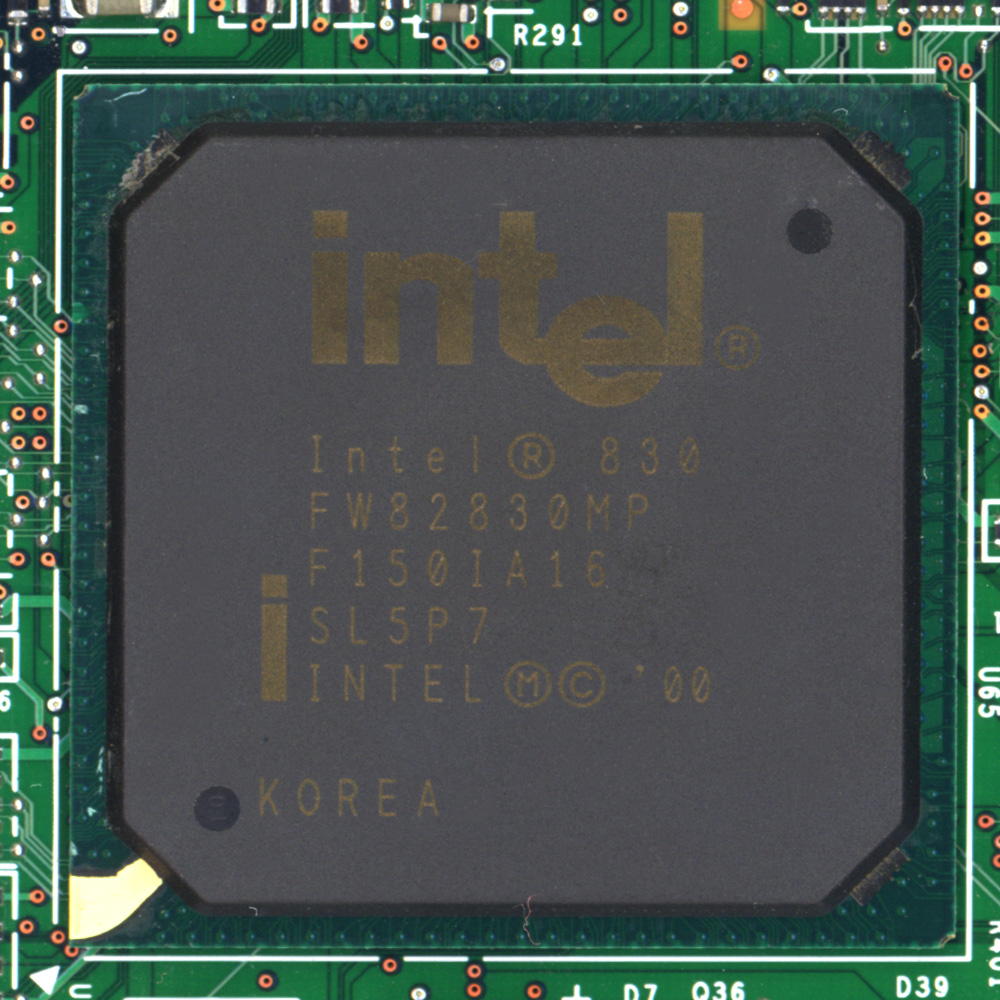
Intel 830MP MCH

Intel 830はインテル社のMobile Pentium III-Mプラットフォーム向けチップセットおよびファミリー名である。ファミリのうちモバイル版のIntel 830Mシリーズのみが市場に投入され、デスクトップ版はキャンセルされた。

## 概要
Intel 830 (i830) は2001年7月にインテルが発表したTualatinコアのMobile Pentium III-MおよびMobile Celeronプラットフォーム向けチップセットの名称およびファミリー名である。開発コードネームはAlmador (アマドール)。
Intel 810以来のハブ・アーキテクチャで構成されており、ノースブリッジに相当するGraphics Memory Controller Hub (GMCH) とサウスブリッジに相当するICHが組み合わされる。これらは帯域幅266MB/sのハブ・リンク（Hub Link）により接続される。
実際に市場に投入されたIntel 830はモバイル版のIntel 830Mのみであるが、当初はデスクトップ版も計画されていた。しかしインテルは高クロックをアピールしやすいPentium 4の普及計画を前倒して優先する方針を採ったため、既存のPentium IIIプラットフォームの延命に繋がるIntel 830のデスクトップ市場への投入は見送られた。
とはいえ消費電力の大きなPentium 4システムはモバイル用への展開が困難であり、しかもモバイル市場では新興メーカーのトランスメタ社が2000年1月に発表したCrusoeプロセッサが多くの大手PCメーカーの支持を獲得するなど、インテルに対し低消費電力プラットフォームを求める圧力が高まっていた。
このため、Tualatinコア対応のモバイルチップセットであるIntel 830MシリーズのみがMobile Pentium III-Mと同時に発表・投入された。
2003年3月、後継製品となるIntel 855の発表により、Intel 830Mシリーズは終了した。

## GMCH
GMCHであるIntel 82830Mxは、メインメモリとしてPC100またはPC133のSDRAMをサポートする。
CPUとはIntel 815同様に133MHzのFSBで接続されている。しかしIntel 815ファミリまでと異なり、サポートするバスインターフェースはAGTLのみであり、AGTL+をサポートしていない。このため、Intel 830Mで使用可能なCPUはAGTLをサポートするTualatinコアのCPUか、cD0ステッピングのCoppermineコア (Coppermine-T) のCPUのみである。
グラフィック用にはAGP2.0準拠のAGP 4xインターフェースをサポートする他、内蔵グラフィック機能もサポートする。これらの対応はモデルにより異なる。

### 統合グラフィックス機能
Intel 830で採用されたグラフィックスコアは従来のIntel Graphics Technology (IGT) コアの後継となる、Intel Extreme Graphicsと呼ばれるコアである。
基本的な機能はIntel 815に搭載されていたIGTコアを踏襲しているが、グラフィックスコアの動作クロックがIntel 815の133MHzから166MHzに引き上げられ、2Dグラフィックスは256bitエンジンに3Dグラフィックスは32bitエンジンに拡張されていると見られており、不満の大きかった性能の向上が図られている。ただしハードウェアT&Lなどは搭載せず、DirectX 6.1世代に留まっている。
なお、ハイエンド向けの830Mと廉価版の830MGではグラフィック関連の仕様が異なっている。
ビデオメモリには従来同様にメインメモリの一部を共有するUnified Memory Architectureを採るが、新たにDVMT (Dynamic Video Memory Technology) が採用され、共有サイズは固定されずアプリケーションの要求に応じて動的にビデオメモリが割り当てられるようになった。
さらに、Intel 830では16bitのRDRAMインターフェースを搭載している。これはIntel 810/815で採用されたZバッファ専用のキャッシュメモリとは異なり、グラフィックス用のLocal Frame Bufferである。PC800のRDRAMであれば1.6GB/sもの帯域を持っており、内蔵グラフィック性能の大幅な底上げが意図された。しかし実装はオプション扱いであり、さらにRDRAMは高価格・高消費電力であったため、モバイル用のIntel 830Mシリーズしかない状況ではほぼ利用されなかった。

### 省電力機能
Intel 830Mではモバイル向けの省電力機能として、Enhanced Intel Speed Step Technology (拡張版インテルスピードステップテクノロジ) を採用している。これは従来のIntel Speed Step TechnologyがACアダプタ駆動かバッテリー駆動かだけでプロセッサの動作周波数を切り替えていたのに対し、トランスメタのLong Run同様にプロセッサの負荷状況に応じてリアルタイムでプロセッサの動作周波数を切り替えるものである。

## ICH
Intel 830ではICHとしてICH3-M(82801CAM)が採用された。ICH2からの改良点として、サポートするUSB 1.1ポート数が6ポートに増加している。それ以外ではUltra ATA100やAC'97音源およびEthernetコントローラの内蔵など、当時としては標準的な機能をサポートしている。
当初、ICH3はUSB 2.0をサポートする初のインテルチップセットになると見られていたが、最終的にICH3におけるUSB 2.0サポートは見送られた。

## 評価と影響
手堅い構成のIntel 830MファミリはTualatinコアの完成度と相まって速やかに市場に受け入れられた。Crusoeの実性能が芳しくなかったこともあり、高い性能を誇るTualatinでPCメーカーの支持を引き止めたインテルは、トランスメタの進出による影響を最小限に抑えることに成功した。
しかしIntel 830MもTualatinも、当初はデスクトップ向けとして開発されたものをモバイル向けに転用しただけに、必ずしもモバイル向けに最適な製品ではなかった。このためTualatinとIntel 830Mの組合せでは、新興の小規模メーカーに過ぎないトランスメタを、モバイルCPU市場から完全に排除することは出来なかった。
またデスクトップ部門ではIntel 830がキャンセルされたことで、最終的に1.4GHzにも達したTualatinコアのCeleronを活かせるプラットフォームに事欠くことになった。旧式のIntel 815システムは明らかに時代遅れであり、RDRAMベースのIntel 850システムは低価格帯をカバーできなかった。この為、デスクトップの低価格帯ではコストパフォーマンスに優れるAMDが存在感を強めることになる。これを受けたインテルはSDRAMおよびDDR SDRAMをサポートしたIntel 845を投入せざるを得なくなり、RDRAM戦略の最終的な破綻を招くことになった。
インテルは最終的にCrusoeに対して勝利を収めたとはいえ、それまでインテルの独擅場であったモバイルCPU市場にトランスメタの進出を許したことへの衝撃は大きかった。さらに、Crusoeで敗北したトランスメタは次世代のモバイル特化CPU (後のEfficeon) の開発を行っていた。
しかしAMDとの激しい性能競争の中、デスクトップ向けCPUおよびチップセットでますます消費電力と発熱を増大させ、モバイル向けから乖離していった。デスクトップ用に設計された製品の転用ではモバイル向けセグメントを守れないと判断したインテルは、デスクトップとモバイルの設計を分離し、Intel 830Mの後継としてモバイルに特化したBaniasことPentium Mプロセッサを中核とするCentrinoプラットフォームの開発をスタートさせることになる。

## ラインナップ
モバイル向けには1種類しか商品展開がなかったIntel 815と異なり、Intel 830ファミリではハイエンド向けに内蔵グラフィックスと外部AGPの両方に対応する830Mと内蔵グラフィックスを持たない外部AGP専用の830MP、バリュー向けに内蔵グラフィックス専用の830MGの三種類が用意された。
| 製品名 | 対応FSB(QDR) | 対応メモリ | メモリ容量 | 外部AGP | 内蔵グラフィック | ICH    | ATA    | USB       | PCI | SMP    |
| ------ | ------------ | ---------- | ---------- | ------- | ---------------- | ------ | ------ | --------- | --- | ------ |
| 830MP  | 100/133MHz   | PC100/133  | 1GB        | 有      | 無               | ICH3-M | ATA100 | USB1.1 ×6 | -   | 非対応 |
| 830M   | 100/133MHz   | PC100/133  | 1GB        | 有      | 有               | ICH3-M | ATA100 | USB1.1 ×6 | -   | 非対応 |
| 830MG  | 100/133MHz   | PC100/133  | 1GB        | 無      | 有               | ICH3-M | ATA100 | USB1.1 ×6 | -   | 非対応 |